# Tom Ongena
Tom Ongena, né le 20 septembre 1975 à Cologne (Allemagne), est un homme politique belge flamand, membre de OpenVLD et président du parti depuis le 23 septembre 2023.

## Biographie

### Enfance et formation
Tom Ongena est le fils d'un militaire de carrière. Il a vécu en Allemagne jusqu'à l'âge de 18 ans.
Il a obtenu une licence en droit à l'Université d'Anvers. c'est dans cette même université qu'il travaille de 1998 à 2003, comme chercheur en droit pénal international et en procédure pénale.

### Parcours professionnel
De 2003 à 2004, Tom Ongena a été porte-parole du ministre-président flamand de l'époque, Bart Somers, avant d'occuper, de 2004 à 2013 différents postes de porte-parole du parti et de directeur politique au sein du parti libéral flamand. De 2013 à 2019, il a ensuite été assistant parlementaire au Parlement flamand  pour le même parti et a travaillé comme conseiller au sein du cabinet de la ministre de l'Asile et de la Migration Maggie De Block de janvier à octobre 2019.

### Parcours politique
Lors des élections communales et provinciales belges de 2000, Tom Ongena a  été élu conseiller communal à Malines. Il a toutefois immédiatement démissionné pour siéger au conseil de l’action sociale (CPAS) de Malines de 2001 à 2006. Aux élections suivantes, il est à nouveau élu conseiller communal et cette fois-ci, il preste son mandat et, de janvier 2007 à décembre 2009, siège comme chef de groupe de la coalition au pouvoir constituée du VLD, de Groen ! et des indépendants.
Fin 2009, il s'est installé à Sint-Katelijne-Waver et y est devenu président de la section locale de l'Open Vld en 2010. Depuis janvier 2013, Ongena y est conseiller communal et, de 2013 à 2018, il a également été premier échevin, chargé notamment de la mobilité, de la communication, de l'économie locale et de la participation.
Lors des élections régionales flamandes du 26 mai 2019, il est premier suppléant de la liste Open Vld dans la circonscription d'Anvers. D'ailleurs, En octobre 2019, il prête serment en tant que membre du Parlement flamand, pour remplacer Bart Somers, monté au sein de l'éxécutif régional flamand. En septembre 2020, le Parlement flamand l'envoie également au Sénat en tant que sénateur d'État, où il succède à Carina Van Cauter nommée gouverneur de la province de Flandre-Orientale.
Le 4 juillet 2023, sur proposition du premier ministre Alexander De Croo, ancien président du Vld, il est nommé président intérimaire du parti par le bureau du parti, Egbert Lachaert ayant démissionné de son poste de président quelques jours plus tôt. Le 23 septembre 2023, il est officiellement élu président lors du congrès avec 59 % des voix, pour un mandat qui durera jusqu'à la fin des élections communales et provinciales belges de 2024. Le déroulement de ces élections a suscité la controverse au sein du parti, en effet, le mode de scrutin étant inhabituel (il ne s'agit plus ici d'un vote direct, où les membres pouvaient également voter par voie numérique ou par lettre, mais d'un vote nécessitant une présence physique au congrès du parti) et la modification des statuts requise ayant été approuvée lors du même congrès. D'après certaines critiques, cela a mis à mal la démocratie intra-partisane.
Le dimanche 9 Juin, à la suite des élections régionale et fédérale et à la suite de la forte baisse de l'Open VLD. Tom Ongena annonce sa démission de la tête du parti.

## Mandats politiques
- De 2007 à 2009 : conseiller communal à Malines ;
- Depuis 2013 : conseiller communal à Sint-Katelijne-Waver ;
- De 2013 à 2018 : échevin à Sint-Katelijne-Waver ;
- Depuis 2019 : Député au Parlement flamand ;
- Depuis 2020 : Sénateur.